# Filipe Martins
Filipe Gonçalo Pinto Martins (Amadora, 29 maggio 1978) è un allenatore di calcio ed ex calciatore portoghese, di ruolo difensore, tecnico del Chaves.